# 森町立駒ヶ岳小学校
森町立駒ヶ岳小学校（もりちょうりつこまがたけしょうがっこう、英: mori municipal komagatake elementary school）は、北海道茅部郡森町にあった公立小学校。略称は「駒小（こましょう）」。

## 概要
1883年に宿野辺村立宿野辺小学校として開校。駒ヶ岳の西麓にあり、周辺には田畑が広がる。校舎は主に木造であり、最も古い棟は築70年を超える。
校舎の耐力度の問題や児童数減少に伴い、2023年（令和5年）度で閉校した。
学校教育目標
- ねばり強く考える子
- 豊かな心をもつ子
- たくましくきたえる子

重点教育目標
「豊かな心を持って 生き生きと学ぶ子」

## 沿革
- 1883年（明治16年）8月5日 - 宿野辺村立宿野辺小学校として開校。
- 1892年（明治25年） - 赤井川602番地に改築移転する。
- 1895年（明治28年） - 学制改正に際し修業年限三ヵ年の尋常科となり、名称を宿野辺尋常小学校とする。
- 1904年（明治37年） - 姫川特別教授場を開校。
- 1905年（明治38年） - 農業補習学校を付設。
- 1926年（大正15年）12月1日 - 中野一番地（現在地）に改築移転。
- 1927年（昭和2年） - 校歌を制定。
- 1941年（昭和16年） - 国民学校令により、駒ヶ岳国民学校と改称。
- 1947年（昭和22年） - 学校教育法施行により森町立駒ヶ岳小学校と改称。赤井川分校を設置。
- 1952年（昭和27年） - 赤井川分校が独立し、赤井川小学校となる。新校歌が制定される。
- 1960年（昭和35年） - 北海道学校植林コンクールで、PTAは功労者賞、学校は優良校を受賞。
- 1969年（昭和44年） - 開校記念日を12月1日とする。
- 1987年（昭和62年） - 北海道体力づくり優良学校表彰を受ける。
- 2007年（平成19年） - 第5回全日本小学校ホームページ大賞受賞。
- 2008年（平成20年） - 第6回全日本小学校ホームページ大賞受賞。
- 2011年（平成23年）4月6日 - 赤井川小学校が休校になったため、赤井川小学校児童6名を加え、24名の児童で新しい駒ヶ岳小学校の「出発式」が行われる。
- 2023年（令和5年）11月3日 - 閉校式挙行[4]。
- 2024年（令和6年）3月31日 - 閉校[4]。

## クラブ活動
- スポーツクラブ
- 文化クラブ

## アクセス
- JR北海道函館本線駒ヶ岳駅より、徒歩約8分。
- 函館バス駒ヶ岳駅通より、徒歩約10分。